# Giải thưởng Ho-Am về truyền thông đại chúng
Giải thưởng Ho-Am Prize về truyền thông đại chúng là giải thưởng hằng năm ở Hàn Quốc. Nó được trao cho những người hoặc tập đoàn thúc đẩy truyền thông đại chúng hoặc thông tin để "thúc đẩy lợi ích nhân loại". Nó là một trong những Giải thưởng Ho-Am, thành lập vào năm 1991 cùng với giải thưởng khoa học, giải thưởng y học, và giải thưởng dịch vụ cộng đồng, nhưng đã ngừng sau năm 1996.
Người thắng Giải thưởng Ho-Am về truyền thông đại chúng:
- 1991: MBC-TV Documentary Team
- 1992: Ho-Min Yang
- 1993: Chang-Bong Choi
- 1994: Kun-Ho Song
- 1995: Không có giải
- 1996: Chang-Yul Kim

## Liên kết
- Người đạt giải năm trước
- Người đạt giải năm nay